# لوون مامیکونیان
لوون مانوئلی مامیکونیان (ارمنی: Լևոն Մանվելի Մամիկոնյան؛  زادهٔ ۲۷ ژوئیهٔ ۱۹۳۲) موسیقی‌دان،  نوازنده ویولن و کارشناس علوم پرورشی (پداگوژی) اهل ارمنستان است.

## زندگی‌نامه
وی در ۲۷ ژوئیهٔ ۱۹۳۲  در ایروان به دنیا آمد و از کنسرواتوار دولتی کومیتاس ایروان و کنسرواتوار سنت پیترزبورگ فارغ‌التحصیل گشت. وارطان مامیکونیان (نوازنده پیانو) پسر وی می‌باشد. همچنین برندهٔ جوایزی همچون هنرمند شایسته ارمنستان شوروی (۱۹۷۳) شده است.